# Флавий Аниций Пробин
Флавий Аниций Пробин (на латински: Flavius Anicius Probinus) е политик на Римската империя през 4 век. Той е баща на император Петроний Максим
Той е християнин и син на Секст Клавдий Петроний Проб (консул 371 г.) и християнската поетеса Аниция Фалтония Проба. Брат е на Флавий Аниций Хермогениан Олибрий и на Аниция Проба.
През 395 г. е консул заедно с брат си Флавий Аниций Хермогениан Олибрий. След разделянето на Империята по времето на императорите Хонорий и Аркадий през 395 г. се номинира един консул от Запада и един колега от Изтока.
Пробин е проконсул на Африка през 396 – 397 г.
Той е баща на император Петроний Максим и чичо на Флавий Аниций Олибрий (консул 464 г. и император 472 г.).